# (16359) 1978 VO4
A (16359) 1978 VO4 a Naprendszer kisbolygóövében található aszteroida. Eleanor F. Helin és Schelte J. Bus fedezte fel 1978. november 7-én.